# Mesochorus marcapatae
Mesochorus marcapatae är en stekelart som beskrevs av Dasch 1974. Mesochorus marcapatae ingår i släktet Mesochorus och familjen brokparasitsteklar. Inga underarter finns listade i Catalogue of Life.